# الواد محروس بتاع الوزير (فلم)
الواد محروس بتاع الوزير هو فيلم مصري كوميدي من إنتاج 1999، وهو من بطولة عادل إمام وكمال الشناوي ووفاء عامر وحسن مصطفى ومن إخراج نادر جلال.

## قصة الفيلم
تدور أحداث الفيلم في قالب كوميدي حيث محروس (عادل امام) عسكري في الجيش ومن قرية الوزير (كمال الشناوي) فيطلب والد عادل امام من والد كمال الشناوي أن يعمل عادل امام لديه وبالفعل عمل عادل امام عنده وبعد اشتعال الأحداث فضح محروس الوزير بعلاقتة الأخرى فرشح عادل امام نفسه في الانتخابات ونجح وبدأ يضطهد الوزير والوزراء بالاستجوابات وتتوالى الأحداث.

## فريق العمل
- إخراج: نادر جلال
- مساعد مخرج: رامي إمام
- قصة سيناريو وحوار: محمد صلاح الزهار

### بطولة
- عادل إمام
- كمال الشناوي
- وفاء عامر
- أسامه عباس
- ألفت إمام
- عايدة عبد العزيز
- منال عفيفى

## وصلات خارجية
- الواد محروس بتاع الوزير على موقع IMDb (الإنجليزية)
- الواد محروس بتاع الوزير على موقع الدهليز
- الواد محروس بتاع الوزير على موقع قاعدة بيانات الأفلام العربية
- الواد محروس بتاع الوزير على موقع قاعدة بيانات الفيلم (الإنجليزية)
- الواد محروس بتاع الوزير على موقع ليتربوكسد (الإنجليزية)